# Does This Look Infected Too?
Does This Look Infected Too? is een live ep van de Canadese rockband Sum 41. De ep is opgenomen tijdens een concert van Sum 41 in Brussel op 27 januari 2003 en kwam later het jaar uit.

## Nummers
| 1.                 | Mr. Amsterdam (Live)                  | 3:53 |
| 2.                 | Over My Head (Better Off Dead) (Live) | 2:56 |
| 3.                 | No Brains (Live)                      | 4:05 |
| 4.                 | The Hell Song (Live)                  | 3:07 |
| 5.                 | Still Waiting (Live)                  | 3:16 |
| Totale duur: 17:17 |                                       |      |

## Big Bogus-dvd
Deze dvd bevat:
1. "Still Waiting" (Video)
2. "The Hell Song" (Video)
3. "Handle This" (Video)
4. The Making Of van "Still Waiting" (Video)
5. "EPK: Documentaire van de band in Japan van de laatste drie jaren"

## Bezetting
- Deryck Whibley - gitaar, zang
- Dave Baksh - leadgitaar, achtergrondzang
- Jason McCaslin - basgitaar
- Steve Jocz - drums